# يولاند لبكي
يولاند لبكي (المولودة عام 1927) هي فنانة لبنانية ورسامة للمناظر الطبيعية.

## حياتها
ولدت في عام 1927، وبدأت دراستها في باريس في الأدب وتاريخ الفن، ثم بدأت حياتها الوظيفية الفنية بتعليم ذاتي مع توجيهات من فلورنت كروملينك. درست في نيويورك في مدرسة الفنون البصرية.
كانت معارض يولاند في فرانكفورت، آخن، دوسلدورف وبيروت، وشاركت أيضاً في لبنان باللوحة اللبنانية -نظرة الرسامين200 سنة- في باريس، في معهد العالم العربي. وكانت المعارض المنفردة لأعمالها في قصر الفنون الجميلة في بروكسل عام 1974 وفي لبنان عام 1989 وفي نفس السنة في المعهد الأوكراني في نيويورك.